# Díjfizetés Magyarország gyorsforgalmi útjain

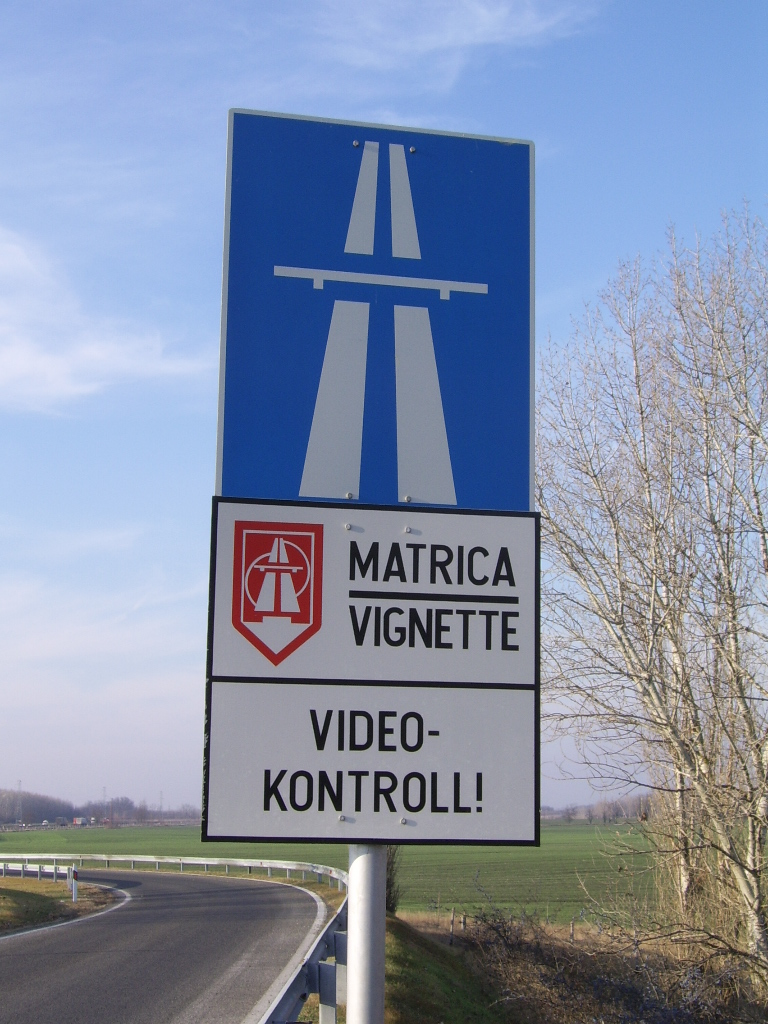
Díjköteles útszakasz kezdetét jelző tábla

Az 1990-es évek közepéig Magyarország autópályái ingyenesek voltak. Ezt követően előbb a közvetlen, úgynevezett sorompós fizetőkapus díjszedési mód kezdett terjedni (amit Horvátország, Olaszország, Szerbia stb. autópályái is használnak jelenleg), de ezt az ezredforduló környékén kiszorította az adott időtartamra az egész hálózat használatára feljogosító matricák rendszere. 2008. január 1-jétől a szélvédőre ragasztandó matrica megszűnt, az autópályákat napjainkban 3,5 tonna alatti gépjárművek előreváltott „e-matricával” vehetik igénybe.
A magyar gyorsforgalmi utakon közlekedő járműveket méretük és tömegük alapján négy kategóriába sorolták. Az útdíj megfizetését korábban kapuknál és az utazók megállításakor, napjainkban már rendszám alapján ellenőrzik. A hálózat egyes – főleg nagyvárosokhoz közeli – szakaszain a legalacsonyabb kategóriába tartozó járművek számára nincs útdíj, a nagyobbaknak azonban majdnem mindenütt díjkötelezettséget ír elő a kérdést rendező minisztériumi rendelet. A díjkötelezettség alól igen kevés kivétel van, csak a hatóságok és egyes állami szervezetek járművei, illetve a katasztrófák elhárításán dolgozó járművek élveznek díjmentességet.
2013. július 1-től 6513 kilométernyi, majd 2013 novemberétől 6500 kilométernyi gyorsforgalmi és főúton bevezették a HU-Go nevű elektronikus, a megtett úttal arányos díjszedési rendszert.

## A díjfizetés története

### Korai díjszedési kísérlet
Magyarországon az 1990-es rendszerváltásig az autópályákat díjmentesen használhatták az autósok. A gyorsforgalmi úthálózat üzemeltetését és bővítését az üzemanyag árába foglalt általános útadóból finanszírozták. A díjszedés bevezetését már 1988-ban megkísérelték. A Közlekedési Minisztérium le is gyártatta az autópályák használatára jogosító matricákat, amelyek egy évre 1500 forintba kerültek volna egy autósnak. Külön matrica kibocsátását tervezték az idegenforgalmi szezonra, míg az útdíj megfizetését távcsővel és fényképezőgépekkel felszerelt ellenőrök végezték volna. Az autópályadíjból származó bevétel az 1989-ben, az úthálózat bővítése céljából létrehozott pénzalapot (útalapot) gyarapította volna. A tervek igen előrehaladott állapotban voltak, az autópályadíj bevezetését 1989. május 1-jére tervezték. A tervezet azon nyomban kiváltotta a társadalmi szervezetek és az autópályák mellett fekvő városok éles tiltakozását. A tiltakozás hatására a Közlekedési Minisztérium visszavonni kényszerült az útdíj bevezetését elrendelő kormányhatározatot.

### Közvetlen díjfizetési rendszer kiépülése

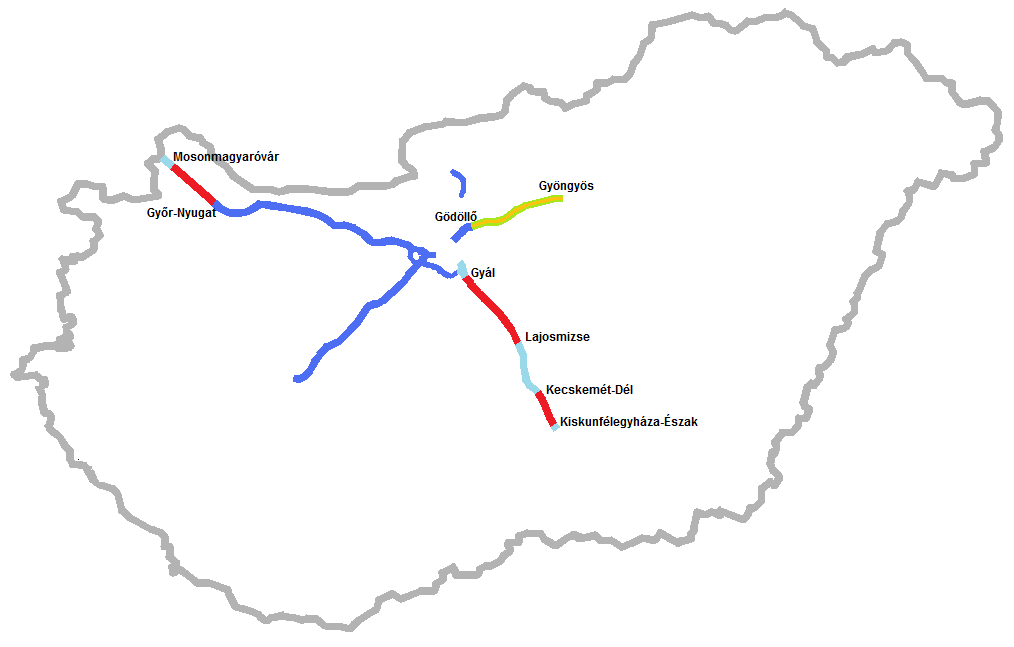
Díjszedési módok Magyarországon 1999 februárjában

1989-et követően ismét napirendre került az autópályák fizetőssé tételének kérdése. A döntéshozók előtt több európai példa is állt. A nagy területű és kiterjedt autópálya-hálózattal rendelkező országok, egyedüliként Nyugat-Németország kivételével a megtett távval arányos, egyedi díjfizetést vezettek be. A kis területű országok közül Svájc üzemeltetett átalánydíjas, ez egész hálózat használatára jogosító matricás rendszert.
Az 1990-es évek első esztendőiben Magyarország nehéz pénzügyi helyzetbe került, ezért az újonnan építendő autópályákat a kormányzat csak magánberuházásban látta megvalósíthatónak. A koncessziós szerződések értelmében az újonnan elkészülő gyorsforgalmi utakon a beruházó útdíj szedésére volt jogosult. Az új (sorompós) és a régi (ingyenes) rendszer egymás mellett működött. Míg a rendszerváltás előtti szakaszokat továbbra is ingyenesen használhatták az utazók, addig az új utakon már közvetlenül is fizetni kellett.
Magyarország első közvetlen díjfizetéses autópályája az M1-es ELMKA által épített Győr-Nyugat és Hegyeshalom közötti szakasza volt. Az 1996-ban megnyílt szakaszon az útdíj szedését a le- és felhajtókon, illetve a Mosonmagyaróvár mellett felépített nyílt pályai kapusoron bonyolították. 1997. január 1-jén az M5-ös addig szabadon használható Budapest és Kecskemét közötti szakaszán kezdte meg a díjszedést a szakasz tulajdonjogát megszerző AKA Rt. Az útdíjat itt is újonnan kiépített sorompós kapuk rendszerével szedték. (Az M1-esen a Magyar Transroute Rt, az M5-ösön az Intertoll nevű társaság szedte a díjakat.) Az alföldi autópálya díjszedési rendszerét kiterjesztették az 1998-ban átadott Kecskemét–Kiskunfélegyháza szakaszra is. Az M5-ösön az Újhartyán és Kiskunfélegyháza határában felépített nyílt pályai, illetve három további csomóponti sorompónál lehetett leróni az útdíjat.

### Sorompós helyett matricás rendszer

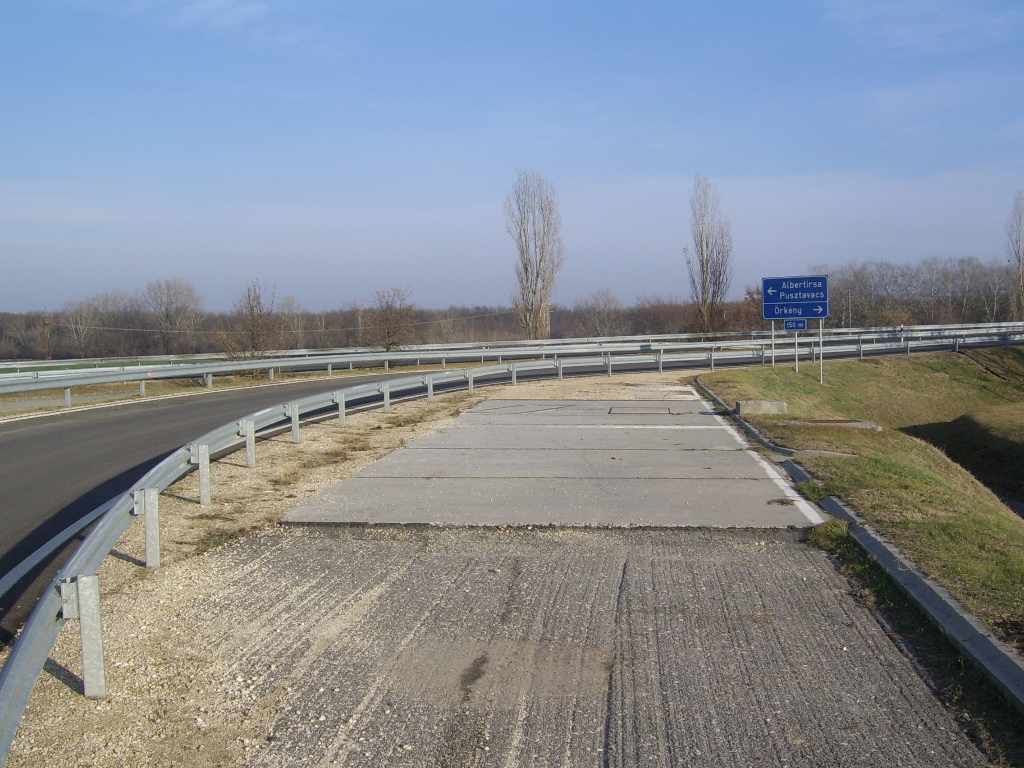
Fizetőkapu maradványai az M5-ös autópálya örkényi csomópontjában

1998-ra már nyilvánvalóvá váltak a közvetlen díjszedés kedvezőtlen hatásai is. A befektetők túlságosan magas útdíjakat szabtak meg és vonakodtak, amikor az autópályákat gyakran használó autósok kedvezményeket kértek. Míg az M1-es autópálya esetében a forgalom nagy része egyszerűen továbbra is a régi 1-es utat választotta, addig az M5-ös út esetében a korábban már az autópályára szoktatott forgalom tért vissza a régi 5-ös út melletti települések belterületére. A magas útdíj és az egyre növekvő forgalom miatt a díjas autópályák körzetében egyre többször került sor tiltakozásokra, blokádokra. Az 1994 és 1998 között kormányzó MSZP–SZDSZ-kormány a használattal arányos díjfizetést támogatta, ezért az M3-as autópályára és annak újonnan épített szakaszára is ki szerették volna terjeszteni a sorompós díjszedést. 1998 nyarára a felújított M3-ason is felépültek a díjfizető kapuk, ám az újonnan felálló Fidesz-kormány már a matricás rendszerű díjszedéssel rokonszenvezett. Ezért az M3-ason kettős rendszer lépett életbe: a díjfizető kapuknál ki lehetett fizetni a kilométerenként megszabott használati díjat, de 1999 januárjában bevezettek egy bérlet jellegű matricát is. A Szekszárdi Duna-híd felépítésére ajánlkozó török Bejendik Group kormányzati elutasításában is szerepet játszhatott az, hogy a vállalat a sorompós díjszedésen alapuló üzleti modellt választotta. A Bejendik Group ajánlata volt a sorompós rendszeren alapuló utolsó magyarországi útépítési terv.
Az M3-ason kipróbált matricás rendszer gyorsan népszerűvé vált az autósok között, ezért ezt a díjfizetési módot terjesztették ki 2000. január 1-jén az M1-es addig ingyenes Budapest–Győr szakaszára is. Egy évvel később, az ELMKA ellehetetlenülése után az M1-es Győr és államhatár közötti szakaszán, 2003-ban pedig az M7-es autópályán vezették be az állami matricás fizetési módot. A 2002-es kormányváltás után Medgyessy Péter kormánya lépéseket tett annak érdekében, hogy az addigra bevált és elfogadott matricás fizetési módot az utolsó, még sorompós rendszerrel működő M5-ösön is bevezessék. Erre 2004 márciusában került sor. A fizetőkapukat még egy ideig matricaárusító helyként üzemeltették, majd lebontották.

### Változások a matricás rendszerben

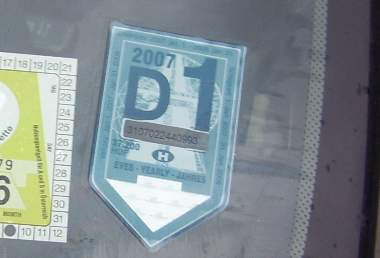
Autópálya-matrica 2007-ből

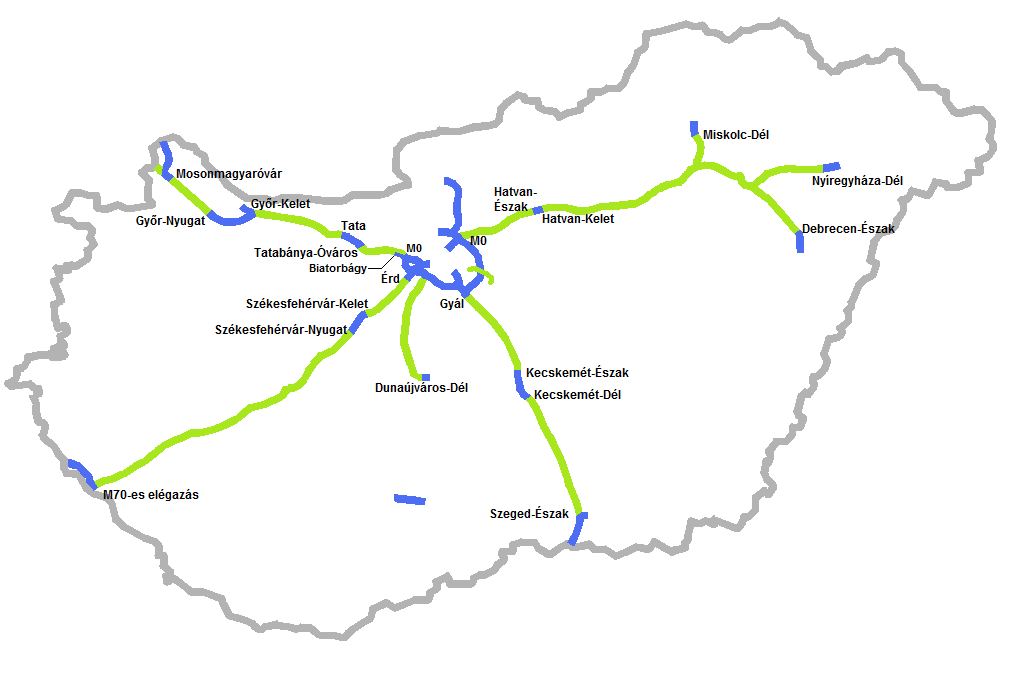
Az egykori D1-es kategória járművei számára díjköteles szakaszok

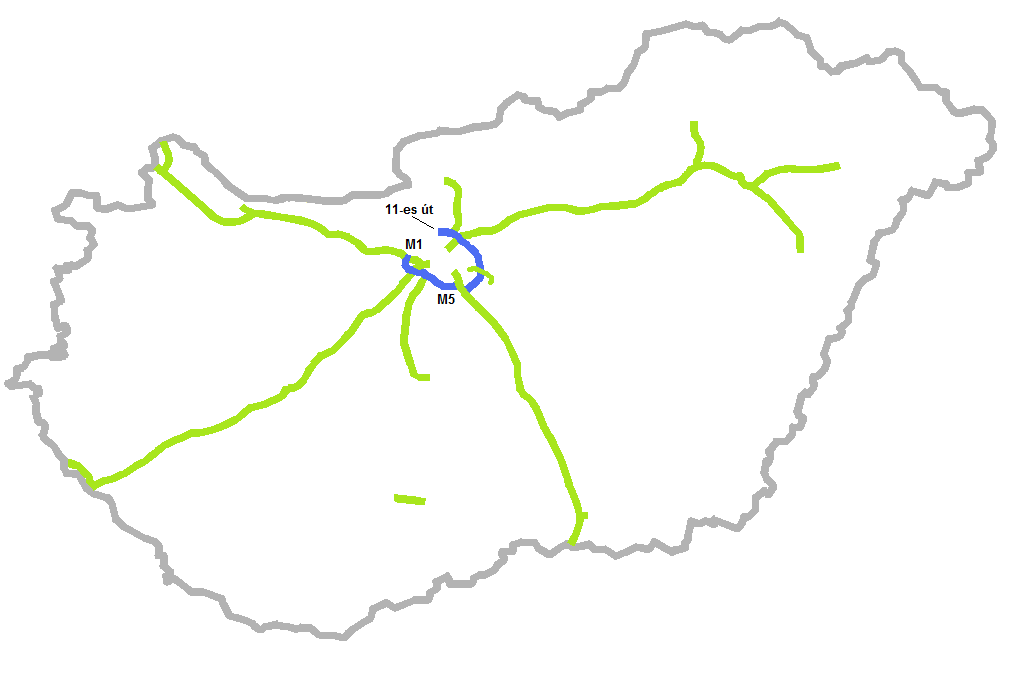
Az egykori B2, D2, D3 és D4-es kategória járművei számára díjköteles szakaszok

Kezdetben a matricát egy hitelesítő mágneskártyával együtt lehetett megvásárolni. A kettő együtt jogosította az utazót az autópálya használatára. A legrövidebb időtartamra szóló matrica kezdetben a napijegy volt, ám ezt már 1999-ben megszüntették. 2001. december 31-én megszűnt a matricák mellé járó mágneskártya intézménye, ettől kezdve csak a matricákat ellenőrizték. Sokáig csak egy hetes matricákat lehetett vásárolni, majd 2003 nyarán kísérletként bevezették a négy napos bérletet. Bár csak a nyári időszakra tervezték, de akkora sikert aratott, hogy decemberben visszaállították. Az új, kamerás figyelőrendszer kiépítésével már nem volt szükség a fizetést igazoló különböző dokumentumokra, a szélvédőre ragasztható autópálya-matrica 2008. január 1-jén meg is szűnt. Azóta a díjfizetést rendszám alapján ellenőrzik. 2012. január 1-jétől az alkalmi utazók elégedetlenségét kiváltva újból kivezették a négynapos matricát a piacról.
A matricás rendszer 2013-as részleges megszüntetése jelentette a rendszer legkomolyabb módosítását. A használattal arányos elektronikus útdíj fizetésére kijelölt kategóriák járművei 2013 januárjától kezdve nem vásárolhattak éves bérletet, a rövidebb időtávra szóló bérleteket pedig csak 2013 közepéig válthatták meg.
2015. január 1-től az addigi díjmentes szakaszok hossza jelentősen lecsökkent, amit a hivatalos kommunikációban egyszerűsítésként aposztrofáltak. A Budapestet elkerülő M0-s autóút két rövid szakasza vált díjkötelessé: az M5-ös autópálya és a 4-es számú főút között valamint az M3-as autópálya és a 2-es számú főút között. Így az elkerülőút díjköteles lett, míg az elkerülendő városi út továbbra is díjmentes. A 4-es számú főút Vecsést és Üllőt elkerülő szakasza díjköteles lett, miközben az Albertirsát, Ceglédbercelt, Ceglédet, Abonyt és Szolnokot elkerülő szakasza továbbra is díjmentes maradt. Miután a gyorsforgalmi utak tervezésénél egyáltalán nem szempont a megyehatár vonala, az M7-es autópálya Balatonvilágos nevű csomópontja földrajzilag Veszprém vármegye területén fekszik, de díjköteles úton elérni csak Somogy vagy Fejér vármegye területéről lehetséges. Az M1-es autópálya Bicske nevű csomópontja (földrajzilag Fejér vármegye) ugyanilyen fonák helyzetbe került, mert díjköteles úton haladva a szomszédos csomópontok Komárom-Esztergom és Pest vármegye területén fekszenek.

### A használattal arányos útdíj újbóli bevezetése
2006-ban a közlekedési tárca megbízásából a Közlekedésfejlesztési Koordinációs Központ terveket készített az eseti díjszedés újbóli bevezetését illetően. Az indoklás szerint az egyre terebélyesebbé váló autópálya-hálózaton egyre kevesebb autós akar majd egy-egy szakasz megtételéért cserébe a teljes hálózat igénybevételére jogosító drága matricákat vásárolni, ezért lehetővé kell tenni számukra a jóval olcsóbb eseti díjfizetést. A közútinál jóval környezetbarátabb vasút számára komoly versenyhátrányt jelent, hogy a vasúton a jármű tömegével és a megtett távolsággal arányos díjat kell fizetni, addig az autópályákat évi egyszeri átalánydíj befizetésével használhatják a kamionok. Az új rendszerben a teherautók és a buszok a megtett úttal arányosan fizetnék az autópályadíjat egy külön e célra kiépítésre kerülő elektronikus ellenőrzőrendszer segítségével. A rendszer bevezetését előbb 2007-re, majd 2009-re, később 2011-re tervezték, mindhárom határidő lényegi előrelépés nélkül telt el. A második Orbán-kormány az idő szűkösségére hivatkozva a 2013-as bevezetést sem tartotta lehetségesnek, a használatarányos díjfizetés kialakításának mikéntje a nyilvánosság számára 2012 közepéig nem is körvonalazódott. Az Európai Unió előírásai szerint az elektronikus díjszedést 2012-ig ki kellett volna terjeszteni a személyautókra is.
A magyar kormány 2012-ben felgyorsította a használattal arányos elektronikus útdíj bevezetését. Az események 2012 nyarán gyorsultak fel, amikor a kormányzat előkésztette és a parlament elé terjesztette a gyorsforgalmi úthálózat elektronikus fizetési rendszerét szabályozó törvényt. A használattal arányos elektronikus útdíj kiépítésének első lépcsője csak a teherfuvarozók és nehezebb járművek útdíját tartalmazta, az alacsonyabb díjkategóriákat nem. Az állam 42 milliárd forintot és hat hónapot szánt a gyorsforgalmi úthálózat díjszedési rendszerének kiépítésére, melynek első működési félévétől 70 milliárd forint meghaladó bevételt reméltek. Az Állami Autópálya-kezelő Zrt. (ÁAK) által meghirdetett pályázatra nyolc ajánlat érkezett, ezek közül négyet kértek fel részletes ajánlattételre. A rendkívül feszített határidőkkel kiírt első pályázatot a legolcsóbb, 33 milliárd forintos ajánlatot benyújtó Getronics Magyarország nyerte, ám a győztes később visszalépett a szerződéskötéstől.
A HU-Go elektronikus útdíjrendszer elindulása (lásd alább) 2013. július 1-jén történt meg. Ugyanekkor került sor a bérletes rendszer megszüntetésére a magasabb díjkategóriák esetében.
Az ÁAK Zrt. 2013. november 1-jétől Nemzeti Útdíjfizetési Szolgáltató Zrt. (NÚSZ Zrt.) néven folytatta tovább tevékenységét

### A megyei (későbbi vármegyei) matricák bevezetése
2015. január 1-jétől az eddigi, egész országra szóló matricák mellett a D1, D2, B2 és U kategóriák számára bevezetésre kerültek a megyei (2023-tól: vármegyei) matricák, amelyekkel egy éven át egy adott megye összes díjköteles útja használható. Ilyen matrica Békés, Jász-Nagykun-Szolnok és Nógrád kivételével bármely megyére váltható.
Az alábbi táblázatban látható, hogy mely matricával mely szakaszok vehetők igénybe:
| Matrica típusa                   | Használható szakaszok                                                                                            | Összes hossz |
| -------------------------------- | --- | ------------ |
| Bács-Kiskun vármegyei            | 53–140 km | 87 km        |
| Baranya vármegyei                | 163–192 km, teljes hosszában                                                                                     | 59 km        |
| Borsod-Abaúj-Zemplén vármegyei   | 114–175 km, teljes hosszában                                                                                     | 149 km       |
| Csongrád-Csanád vármegyei        | 114–174 km, teljes hosszában                                                                                     | 95 km        |
| Fejér vármegyei                  | 27–56 km, 25–98 km, 23–89 km                                                                                     | 169 km       |
| Győr-Moson-Sopron vármegyei      | 94–172 km, , és teljes hosszában                                                                                 | 103 km       |
| Hajdú-Bihar vármegyei            | 164–221 km, teljes hosszában, 211–237 km                                                                         | 127 km       |
| Heves vármegyei                  | 39–128 km, teljes hosszában                                                                                      | 89 km        |
| Komárom-Esztergom vármegyei      | 39–112 km, | 108 km       |
| Pest vármegyei                   | teljes hosszában, 7–39 km, teljes hosszában, 11–55 km, 29-81 km, 21–29 km, 14–67 km, 25–29 km, 15–34 km, 7–30 km | 278 km       |
| Somogy vármegyei                 | 90–191 km, 0–6 km                                                                                                | 107 km       |
| Szabolcs-Szatmár-Bereg vármegyei | 203–280 km | 77 km        |
| Tolna vármegyei                  | 75–173 km | 98 km        |
| Veszprém vármegyei               | 80–98 km | 18 km        |
| Zala vármegyei                   | 183–234 km, teljes hosszában                                                                                     | 72 km        |

## A korábbi díjfizetési rendszer

### Jogszabályi háttér
A díjas autópálya-szakaszokat az illetékes minisztérium (jelenleg a Nemzeti Fejlesztési Minisztérium) rendeletében szabályozza. A díjas rendszer bevezetése óta több nagyobb település is (pl. Siófok) megkísérelte elérni, hogy a minisztérium a várost melletti autópályát nyilvánítsa díjmentessé, mivel ettől a településen áthaladó forgalom csökkenését remélték. Újabb gyorsforgalmi útszakaszok átadása előtt szintén a minisztérium határozza meg a díjas és díjmentes szakaszokat.
Szintén a minisztériumi rendelet állapítja meg a díjkategóriákat, az egyes kedvezményeket és a pótdíjak mértékét. Míg a járműkategóriák (D1-től D4-ig) állandóak, addig a bérletek árát évente felülvizsgálja és még az új év kezdete előtt kihirdeti a minisztérium.

### Járműkategóriák és fizetési módok
2013-ban kerül sor a bérletes rendszer megszüntetésére a magasabb díjkategóriák esetében. A táblázatban sárgával jelölt kategóriák járművei 2013 júliusától már csak használattal arányosan fizethetik meg az útdíjat, bérletet már nem válthatnak.
| Kategória | Járműjellemzők | Jármű-kategória leírása | Napijegy                      | Hetibérlet                    | Havibérlet                    | Éves bérlet |
| --------- | -------------- | --- | ----------------------------- | ----------------------------- | ----------------------------- | ----------- |
| D1        |                | Motorkerékpár, valamint a legfeljebb 3,5 tonna megengedett legnagyobb össztömegű gépjármű és mindezek bármilyen vontatmánnyal is.                     |                               |                               |                               |             |
| B2        |                | 3,5 és 7,5 tonna közötti tömegű lakóautó vagy autóbusz és mindezek bármilyen vontatmánnyal is.                                                        | (D2 kategóriának megfelelően) | (D2 kategóriának megfelelően) | (D2 kategóriának megfelelően) |             |
| D2        |                | A 3,5 tonnát meghaladó, legfeljebb 7,5 tonna megengedett legnagyobb össztömegű gépjármű, valamint gépjármű és vontatmány együttese (járműszerelvény). |                               |                               |                               |             |
| D3        |                | A 7,5 tonnát meghaladó, legfeljebb 12,0 tonna megengedett legnagyobb össztömegű gépjármű, valamint gépjármű és vontatmány együttese.                  |                               |                               |                               |             |
| D4        |                | A 12 tonnánál nehezebb járművek. |                               |                               |                               |             |

A D2, D3 és D4 kategóriákba tartozó járműveknek nem csak a gyorsforgalmi utak, hanem a főúthálózat egyes szakaszainak használatához is útdíjat kell fizetniük. Nem tartoznak a fentebbi kategóriákhoz, ezáltal díjfizetés alul mentesülnek a Magyar Honvédség, az Országgyűlési Őrség, a rendvédelmi szervek és a közlekedési hatóság járművei, illetve a megkülönböztető jelzésekkel ellátott, magyar rendszámú járművek. Külföldi fegyveres erők szerződés alapján Magyarországon jelen lévő alakulatainak sem kell útdíjat fizetni. Környezeti katasztrófák és árvizek alkalmával az elhárításban részt vevő járművek előre bejelentett, zárt sorban közlekedő konvojai díjfizetés nélkül hajthatnak fel a díjköteles útszakaszokra. Ingyenessé válhatnak egyes autópálya-szakaszok akkor, ha a velük párhuzamosan futó úton történt baleset miatt az illetékes szervek az autópályát jelölik ki kerülőútnak. Ingyenesen közlekedhetnek a gyorsforgalmi úton történt balesetek mentésében dolgozó járművek a mentés ideje alatt.

## Díjtételek
| Kategória | Járműjellemzők | Jármű-kategória leírása | Országos      | Országos  | Országos   | Vármegyei éves |
| Kategória | Járműjellemzők | Jármű-kategória leírása | Heti/10 napos | Havi      | Éves       | Vármegyei éves |
| --------- | -------------- | --- | ------------- | --------- | ---------- | -------------- |
| D1M       |                | Motorkerékpár | 2 750 Ft      | 4 450 Ft  | 49 190 Ft  | 5 720 Ft       |
| D1        |                | Legfeljebb 3,5 tonna megengedett legnagyobb összes tömegű – a személygépkocsi vezetőjét is ideértve legfeljebb 7 személy szállítására alkalmas – személygépkocsi és annak vontatmánya                | 5 500 Ft      | 8 900 Ft  | 49 190 Ft  | 5 720 Ft       |
| D2        |                | a D1 kategóriába nem tartozó valamennyi személygépkocsi, amely 7 főnél több személy szállítására alkalmas, valamint a legfeljebb 3,5 t megengedett legnagyobb össztömegű tehergépkocsi és a lakóautó | 8 000 Ft      | 12 600 Ft | 69 830 Ft  | 11 450 Ft      |
| B2        |                | autóbusz | 17 730 Ft     | 25 150 Ft | 228 850 Ft | 22 890 Ft      |
| U         |                | a D2 és a B2 díjkategóriába tartozó járművek vontatmánya, melyre a jogosultságot minden esetben a vontatmány rendszámára kell megvásárolni                                                           | 5 500 Ft      | 8 900 Ft  | 49 190 Ft  | 5 720 Ft       |
|           |                | Egyéb nehézgépjárművek a HU-Go rendszer keretében fizetnek útdíjat |               |           |            |                |

## HU-Go elektronikus útdíjrendszer
2013. július 1-től az útdíjfizetési kötelezettség hatálya alá a 3,5 tonna megengedett össztömeg feletti járművek tartoznak. Ezek lehetnek tehergépjárművek, vontatók, nyergesvontatók vagy olyan járműszerelvények, amelyekben a felsorolt gépjárművek vontatnak pótkocsit, félpótkocsit, azonban minden esetben a vontató jármű legnagyobb megengedett össztömege számít: csak akkor keletkezik útdíjfizetési kötelezettség, ha a vontató jármű legnagyobb megengedett össztömege eléri a 3,5 tonnát.
Három járműkategória van: 
- J2: kéttengelyes,
- J3: háromtengelyes, és

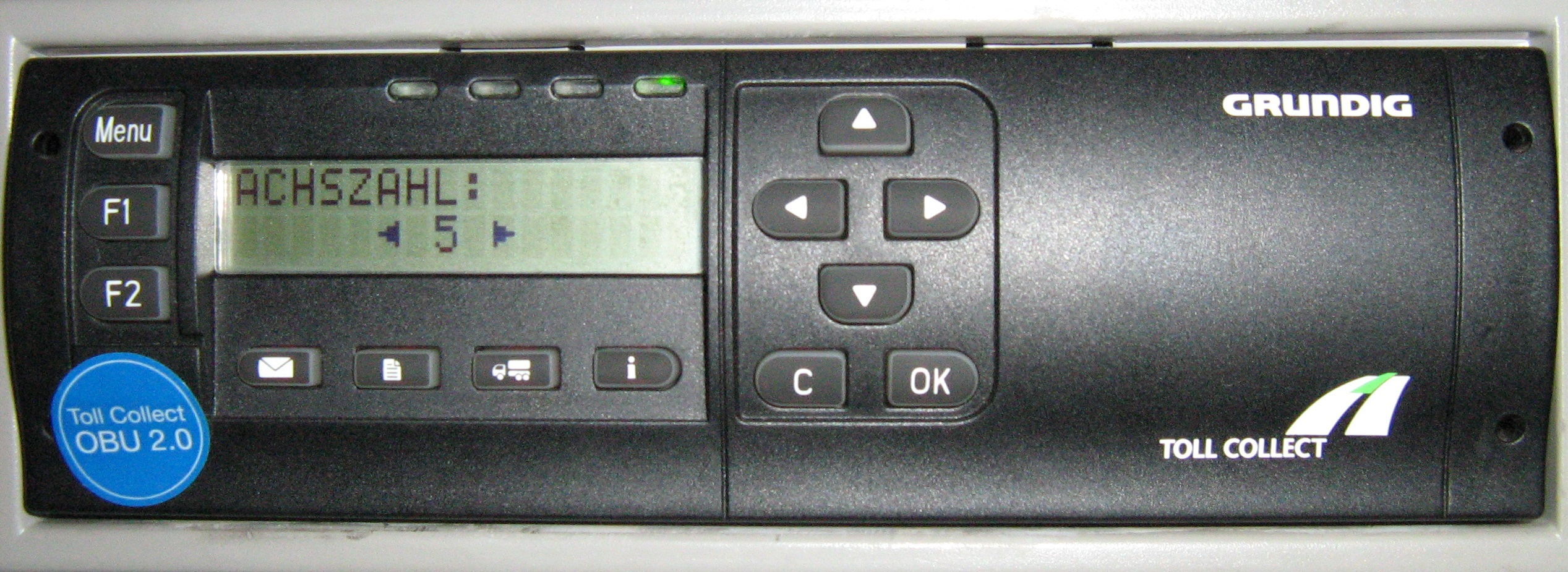
Fedélzeti egység

- J4: négy- vagy többtengelyes járművek.

Az útdíj elektronikus úton történő bevallásához a járművekbe épített ún. fedélzeti egységre (angolul On-Board Unit, OBU) van szükség. Ha van már a járműben nyomkövető rendszer, akkor meg kell vizsgáltatni, hogy alkalmas-e arra, hogy bevallási közreműködő segítségével részt vegyen az adatszolgáltatásban. Ha a járműben nincs fedélzeti egység, akkor kizárólag viszonylati jegy megvásárlása révén szerezhet jogot az útdíjköteles utak használatára. Viszonylati jegyet a konkrét útvonal megtervezése után – amely minimum egy útdíjköteles elemi útszakaszt tartalmaz – konkrét útvonalra és adott járműre vásárolhat. A viszonylati jegyet mindig az út megkezdése előtt kell megváltani és maximum 30 nappal előre, minimum a megkezdése előtt.
A díjas autópálya-szakaszokat és az útdíj mértékét a Nemzeti Fejlesztési Minisztérium 25/2013.(V. 31.) rendeletében szabályozták.

### 2013-as év mérlege
A 2013. július elsején indult díjfizetés év végéig 78,9 milliárd forint bevételt termelt, ami 5 százalékkal több volt a tervezettnél. A legnagyobb forgalmat október hozta, akkor 14 milliárd 490 millió forintot fizettek be. A rendszer működése havonta 1 milliárd forint alatt marad, ami alacsonyabb például a jóval kisebb szlovák rendszernél is. A rendszer kiépítésére fordított beruházás 42 milliárd alatt maradt.
kifizetett útdíj 50-50 %-ban oszlik meg a külföldi és a belföldi fuvarozók között. A külföldiek közül 40 százalékkal a román fuvarozók vezetnek, a sorban a lengyel, a bolgár és a szlovák kamionok következnek.
A befolyt e-útdíj 80 százalékát fizették a négytengelyes járművek. A bevétel nagy része az M1-M5-ös autópályákról származik. Ugyanakkor az M6-os autópályáról kisebb a bevétel, mint a 86-os főútról, amelyre a kezdeti ausztriai átterelődés miatt visszatért a teherforgalom.

### HU-Go díjköteles szakaszok
| Autópálya/ Autóút | D1 (<3,5 t) kategória                     | D2 + J2 + J3 + J4 kategóriák              |
| ----------------- | ----------------------------------------- | ----------------------------------------- |
|                   | Budapest – A4 (Ausztria)                  | Budapest – A4 (Ausztria)                  |
|                   | M0 – Vác-Észak                            | M0 – Vác-Észak                            |
|                   | Budapest, Szentmihályi út – Vásárosnamény | Budapest, Szentmihályi út – Vásárosnamény |
|                   | Budapest, Auchan Soroksár – A1 (Szerbia)  | Budapest, Auchan Soroksár – A1 (Szerbia)  |
|                   | M0 – M60 végcsomópont                     | M0 – M60 végcsomópont                     |
|                   | M0 – A4 (Horvátország)                    | M0 – A4 (Horvátország)                    |
|                   | Nincs díj                                 | M6 – 51-es főút                           |
|                   | Nincs díj                                 | 6-os főút – 51-es főút                    |
|                   | M1 – D2 (Szlovákia)                       | M1 – D2 (Szlovákia)                       |
|                   | M1 - 1                                    | M19                                       |
|                   | M3 – 481-es főút                          | M3 – 481-es főút                          |
|                   | 5-ös főút - A1-es autópálya (Románia)     | M5 – A1-es autópálya (Románia)            |
|                   | M6 végcsomópont – Pécs-Dél                | M6 végcsomópont – Pécs-Dél                |
|                   | M7 – A5 (Szlovénia)                       | M7 – A5 (Szlovénia)                       |

| Tranzit főútvonal-szakaszok | D1 (<3,5 t) kategória                                         | J2 + J3 + J4 kategóriák                       |
| --------------------------- | ------------------------------------------------------------- | --------------------------------------------- |
|                             | Nincs díj                                                     | Budapest – Hegyeshalom                        |
|                             | Nincs díj                                                     | Vác – Rétság                                  |
|                             | Nincs díj                                                     | Budapest – Miskolc                            |
|                             | Budapest Liszt Ferenc nemzetközi repülőtér - Üllő, Gyömrői út | Budapest – Záhony                             |
|                             | Nincs díj                                                     | Budapest – Röszke                             |
|                             | Nincs díj                                                     | Budapest – Barcs                              |
|                             | Nincs díj                                                     | Székesfehérvár – Szentgotthárd                |
|                             | Nincs díj                                                     | Budapest – Almásfüzitő                        |
|                             | Nincs díj                                                     | Budapest – Tokod                              |
|                             | Nincs díj                                                     | Vác – Szob                                    |
|                             | Nincs díj                                                     | Kisbér – Komárom                              |
|                             | Nincs díj                                                     | Győr – Vámosszabadi                           |
|                             | Nincs díj                                                     | Hatvan – Somoskőújfalu                        |
|                             | Nincs díj                                                     | Rétság – Salgótarján                          |
|                             | Nincs díj                                                     | Bátonyterenye – Szentdomonkos                 |
|                             | Nincs díj                                                     | Rétság – Salgótarján                          |
|                             | Nincs díj                                                     | Bánréve – Kerecsend                           |
|                             | Nincs díj                                                     | Miskolc – Bánréve                             |
|                             | Nincs díj                                                     | Sajószentpéter – Tornanádaska                 |
|                             | Nincs díj                                                     | Nagykáta – Füzesabony                         |
|                             | Nincs díj                                                     | Hatvan – Szolnok                              |
|                             | Nincs díj                                                     | Füzesabony – Debrecen                         |
|                             | Nincs díj                                                     | Tiszafüred – Fegyvernek                       |
|                             | Nincs díj                                                     | Debrecen – Nyékládháza                        |
|                             | Nincs díj                                                     | Polgár – Nyíregyháza                          |
|                             | Nincs díj                                                     | Felsőzsolca – Sátoraljaújhely                 |
|                             | Nincs díj                                                     | Bodrogkisfalud – Nyíregyháza                  |
|                             | Nincs díj                                                     | Albertirsa – Szolnok                          |
|                             | Nincs díj                                                     | Vásárosnamény – Országhatár                   |
|                             | Nincs díj                                                     | Püspökladány – Országhatár                    |
|                             | Nincs díj                                                     | Mezőpeterd – Országhatár                      |
|                             | Nincs díj                                                     | Szeged – Nagylak                              |
|                             | Nincs díj                                                     | Kecskemét – Gyula                             |
|                             | Nincs díj                                                     | Kunszentmárton – Szentes                      |
|                             | Nincs díj                                                     | Törökszentmiklós – Mezőberény                 |
|                             | Nincs díj                                                     | Hódmezővásárhely – Debrecen                   |
|                             | Nincs díj                                                     | Debrecen – Nyírábrány                         |
|                             | Nincs díj                                                     | Vaja – Csenger                                |
|                             | Nincs díj                                                     | Budapest – Hercegszántó                       |
|                             | Nincs díj                                                     | Kecskemét – Dunaföldvár                       |
|                             | Nincs díj                                                     | Tompa – Dunaföldvár                           |
|                             | Nincs díj                                                     | Kecskemét - Sükösd                            |
|                             | Nincs díj                                                     | Bátaszék – Szeged                             |
|                             | Nincs díj                                                     | Bátaszék – Mohács                             |
|                             | Nincs díj                                                     | Pécs – Mohács                                 |
|                             | Nincs díj                                                     | Pécs – Harkány                                |
|                             | Nincs díj                                                     | Dunaföldvár – Nagykanizsa                     |
|                             | Nincs díj                                                     | Dunaújváros – Székesfehérvár                  |
|                             | Nincs díj                                                     | Szekszárd – Székesfehérvár                    |
|                             | Nincs díj                                                     | Enying – Simontornya                          |
|                             | Nincs díj                                                     | Siófok – Szekszárd                            |
|                             | Nincs díj                                                     | Kaposvár – Pécs                               |
|                             | Nincs díj                                                     | Balatonszemes – Szigetvár                     |
|                             | Nincs díj                                                     | Balatonkeresztúr – Barcs                      |
|                             | Nincs díj                                                     | Balatonkeresztúr – Enying                     |
|                             | Nincs díj                                                     | Litér – Balatonfűzfő                          |
|                             | Nincs díj                                                     | Veszprém – Csopak                             |
|                             | Nincs díj                                                     | Vasvár – Nagykanizsa                          |
|                             | Nincs díj                                                     | Keszthely – Rédics                            |
|                             | Nincs díj                                                     | Körmend – Keszthely                           |
|                             | Nincs díj                                                     | Veszprém – Tapolca - Lesencetomaj, 84-es főút |
|                             | Nincs díj                                                     | Székesfehérvár – Győr                         |
|                             | Nincs díj                                                     | Veszprém – Győr                               |
|                             | Nincs díj                                                     | Városlőd – Győr                               |
|                             | Nincs díj                                                     | Sopron – Balatonederics                       |
|                             | Nincs díj                                                     | Győr – Sopron                                 |
|                             | Nincs díj                                                     | Rédics – Mosonmagyaróvár                      |
|                             | Nincs díj                                                     | Kám – Szombathely - Kőszeg                    |
|                             | Nincs díj                                                     | Sárvár – Vát                                  |
|                             | Nincs díj                                                     | Szombathely – Bucsu                           |

A mellékelt táblázatban felsorolt főutakon kívül az alábbi főutak esetében van díjfizetési kötelezettség: 101-es, 111-es, 117-es, 131-es, 150-es, 222-es, 302-es, 304-es, 311-es, 354-es, 400-as, 401-es, 403-as, 405-ös, 427-es, 430-as, 431-es, 441-es, 442-es, 443-as, 446-os, 451-es, 470-es, 471-es, 474-es, 491-es, 502-es, 510-es, 511-es, 513-as, 541-es, 542-es, 551-es, 578-as, 610-es, 611-es, 631-es, 651-es, 681-es, 710-es, 761-es, 811-es, 830-as, 832-es, 834-es, 860-as, 861-es főút.

### A díjfizetés ellenőrzése

#### Matricás rendszer időszakában
A korábban működő kapus útdíjszedési módszer nem tette lehetővé a díjfizetés kikerülését, így ellenőrzésre nem volt szükség. A díjszedő kapuk eltűnése egyben azt is jelentette, hogy megszűnt a fizetni nem kívánó utazókat kiszűrő rendszer. A szélvédőre ragasztható matricák elterjedésével egy időben megkezdődött az útdíj fizetését ellenőrző eszközrendszer kidolgozása is. Kezdetben a matrica meglétét igen kezdetleges módszerekkel ellenőrizték: az akkor még álló fizetőkapuknál, pihenőhelyeken, illetve a le- és felhajtóágaknál ellenőrök állították meg a járműveket, majd az ÁAK ellenőrzést végző munkatársa saját szemével győződött meg fizetést bizonyító matrica, illetve az érvényességet bizonyító egyéb kellékek (bizonylat, mágneskártya) meglétéről. Az ellenőrzésben részt vett a rendőrség is. Számos autós ellenszenvét váltotta ki az ellenőrzés e régimódi változata, a megállítást sokan felesleges zaklatásnak és időrablásnak gondolták. Egy 2001 végén született kormányrendelet után az M3-as és az M1-es autópályák fizetőkapuit lebontották, így az ún. zárt (kapus) rendszer fizikailag is eltűnt az utakról.
2002 januárjától kezdődött a nagy kapacitású elektronikus alapú ellenőrzési rendszer kiterjesztése. Ettől kezdve a matricát vásárló autó rendszáma egy központi adatbázisba is bekerült. Az autópályára rendszámok leolvasására képes kamerákat telepítettek, amelyeknek felvételeit egy számítógépes rendszer vetette össze az adatbázisban található autók adataival. Nem csak telepített kamerák figyelték az utakat, hanem az ÁAK járműveire szerelt kamerák is, amelyek menet közben is képesek voltak az ellenőrzés elvégzésére. A kamerás figyelőrendszer teljes kiépültéig az ellenőrzőcsoportok is megmaradtak.
2009 januárjában az ellenőrzés az ÁAK-tól egy törvénymódosítás miatt átkerült a Nemzeti Közlekedési Hatósághoz. A feladatátadás felkészületlenül érte a hatóságot, a forráshiány és különböző bürokratikus akadályok együttesen az ellenőrzési rendszer ideiglenes megbénulását eredményezték.

#### HU-Go rendszerű e-útdíj esetén
A díjfizetés ellenőrzése a 2013-tól bevezetett rendszer esetében mobil egységekkel és az útszakaszokon felállított automata díjellenőrző kapukon keresztül történik.